# Lockeport (Nova Escócia)
Lockeport é um município localizado na província da Nova Escócia, no leste do Canadá.  Sua população é de 531 habitantes.